# Bernoulli-Abbildung

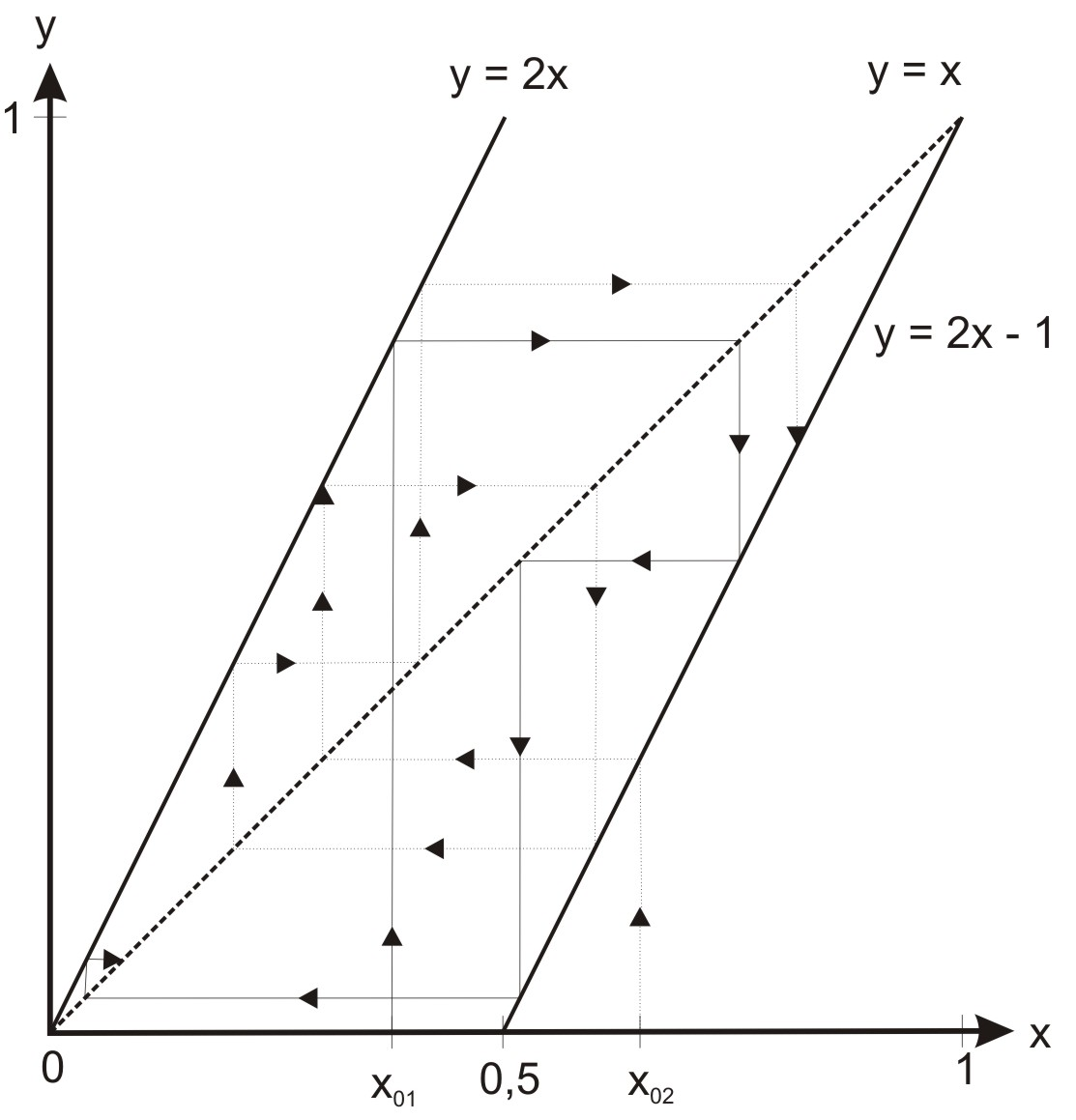
Bernoulli-Shift ausgehend von zwei verschiedenen Startwerten und

Die Bernoulli-Abbildung (oder Bernoulli-Shift) wird als eindimensionales zeitdiskretes dynamisches System mit stückweiser-definierter Systemfunktion definiert durch die Vorschrift {\displaystyle x_{n+1}=ax_{n}{\bmod {1}}} mit dem Parameter {\displaystyle a>0}.
Für {\displaystyle a=2} liefert die Bernoulli-Abbildung interessante Eigenschaften. Man erhält die Iterationsvorschrift {\displaystyle x_{n+1}=2x_{n}{\bmod {1}}}, also {\displaystyle 2x_{n}} für {\displaystyle x_{n}<0{,}5} und {\displaystyle 2x_{n}-1} für {\displaystyle x_{n}>0{,}5}.
Die Bernoulli-Abbildung ist chaotisch.
Mit dem Startwert {\displaystyle x_{0}=0{,}4} erhält man folgende Iterationswerte:
|                       | Dezimalsystem | Binärsystem |
| {\displaystyle x_{0}} | 0,4           | 0,01100110  |
| {\displaystyle x_{1}} | 0,8           | 0,11001100  |
| {\displaystyle x_{2}} | 0,6           | 0,10011001  |
| {\displaystyle x_{3}} | 0,2           | 0,00110011  |

An dieser Stelle wird nun klar, warum die Bernoulli-Abbildung auch als Bernoulli-Shift bezeichnet wird: die binäre Ziffer wird nach links geshiftet und die Vorkommastelle wird abgeschnitten. D.h. nach jedem Iterationsschritt vergisst das System genau eine Ziffer der binären Darstellung ergo geht ein Bit an Information verloren.
In der binären Darstellung sieht man weiter deutlich, dass die Bernoulli-Abbildung bei der Parametereinstellung {\displaystyle a=2} mehrere invariante Mengen besitzt.
- Alle rationalen Anfangswerte, deren binäre Darstellung endlich ist, führen dazu, dass der Orbit nach endlich vielen Schritten beim Fixpunkt {\displaystyle {\hat {x}}=0} landet.
- Alle rationalen Anfangswerte, deren binäre Darstellung periodisch ist, führen dazu, dass der Orbit nach endlich vielen Schritten auf einem periodischen Attraktor landet.
- Alle irrationalen Anfangswerte haben eine unendliche und aperiodische binäre Darstellung und bilden deshalb einen aperiodischen Attraktor.